# 🇸🇽

De landsvlag van Sint Maarten

De Twemoji-implementatie

🇸🇽 is een Unicode vlagsequentie emoji die gebruikt wordt als regionale indicator voor het Nederlandse deel van Sint Maarten. De meest gebruikelijke weergave is die van de vlag van Sint Maarten, maar op sommige platforms (waaronder Microsoft Windows) ziet men de letters SX.
De vlagsequentie is opgebouwd uit de combinatie van de Regional Indicator Symbols 🇸 (U+1F1F8) en 🇽 (U+1F1FD), tezamen de ISO 3166-1 alpha-2 code SX voor Sint Maarten vormend.
Deze emoji is in 2010 geïntroduceerd met de Unicode 6.0-standaard.

## Codering

### Unicode
In Unicode vindt men de 🇸🇽 met de codesequentie U+1F1F8 U+1F1FD (hex).

### Shortcode
Er zijn shortcodes  voor 🇸🇽; in Github kan deze opgeroepen worden met :sint maarten:,  in Slack kan het karakter worden opgeroepen met de code :flag-sx:.